# Sustainable Process Index
Der Sustainable Process Index (SPI*), deutsch: Nachhaltigkeits-Prozess-Index, wurde in den 1990er Jahren an der TU Graz von einer Wissenschaftlergruppe (wesentlich Ch. Krotscheck) um Professor Michael Narodoslawsky entwickelt.
Mit dem SPI werden ökologische Wirkungen von Regionen, urbanen Siedlungen, Gebäuden aber auch von Landwirtschaft, (Industrie-)betrieben, und Dienstleistungen ermittelt. Ausgehend von dem Gedanken, dass das primäre Einkommen der Erde die Solare Einstrahlung ist, wird die Erdoberfläche zur Basisdimension in der Bewertung gewählt. Aus diesem Grund wird der SPI auch als Ökologischer Fußabdruck bezeichnet. Damit wird die Fläche gekennzeichnet, die eine Aktivität ein Jahr exklusiv von der Natur für sich beansprucht.
Im englischsprachigen Raum wird der entsprechende Begriff Ecological Footprint jedoch üblicherweise mit einer anderen Bewertungsmethode in Verbindung gebracht, welche 1994 von Rees und Wackernagel entwickelt wurde. Auch der deutsche Ausdruck 'Ökologischer Fußabdruck' wird üblicherweise mit jener Methode assoziiert, nicht mit dem SPI.
Mit der SPI Methode werden alle Stoff- und Energieflüsse, die für ein Produkt oder eine Dienstleistung notwendig sind, in Flächen umgerechnet. Dabei wird der gesamte Produktlebenszyklus so weit wie möglich dargestellt. Das heißt, die ganze Prozesskette vom Abbau der Rohstoffe, über die Herstellung und Verwendung bis hin zum Recycling bzw. zur Entsorgung der Materialien wird berücksichtigt. Der SPI ermöglicht es auch, graue Emissionen, also Emissionen, die mit der Herstellung und dem Betrieb von Infrastrukturen verbunden sind, zu erfassen.
Die SPI Methode basiert auf dem Vergleich von natürlichen mit technologischen Materialflüssen. Die Umwandlung von Massen- und Energieflüssen erfolgt streng nach zwei Prinzipien der Nachhaltigkeit.
- Prinzip 1: Anthropogene Massenflüsse dürfen globale Materialzyklen nicht verändern. Der Referenzwert für globale Zyklen (z. B.: globaler Kohlenstoffkreislauf) ist die Rückflussrate zum jeweiligen Langzeitspeicher. Menschliche Aktivitäten müssen sich an diese Flussraten anpassen, um eine nachhaltige Wirtschaftsweise zu garantieren.
- Prinzip 2: Anthropogene Massenflüsse dürfen die Qualität lokaler Umweltkompartimente nicht verändern. Der SPI definiert die erlaubte Dissipationsrate für Stoffflüsse in die Natur basierend auf natürlichen Qualitäten von Kompartimenten und deren Erneuerungsraten.

Betrachtet man eine einzelne mit dem SPI dargestellte Emission, ist sie das Verhältnis zweier Flächen. Die eine ist die Fläche, die ein Prozess (eine Dienstleistung) zu seiner Einbettung in die Biosphäre benötigt, die andere ist jene Fläche, die jedem Menschen auf statistischer Ebene zur Verfügung steht.
- SPI ≪ 1: Ein SPI sehr viel kleiner als eins bedeutet, dass die Dienstleistung in der Nachhaltigkeit sehr billig ist (z. B. für tägliche Konsumgüter).
- 0,001 < SPI < 1: Liegt der SPI zwischen null und eins, so kann die betrachtete Dienstleistung für die nachhaltige Entwicklung geeignet sein.
- SPI > 1: Ist der SPI größer als eins, so ist der Prozess oder die Aktivität für die Nachhaltigkeit zu ineffizient – der Nutzen zu teuer.

Da die Oberfläche der Erde und ihre Atmosphäre komplex beschaffen ist, gibt es für eine umfassende ökologische Bewertung nicht nur eine Fläche, sondern mehrere Kompartimente zu betrachten. Der SPI beinhaltet die natürlichen Erneuerungsraten, Absorptionsraten und natürlichen Austauschraten von Substanzen der Kompartimente Boden, Wasser und Luft. Damit können für jede einzelne Emission die natürlichen Maximalmengen von Stoff- und Energieströmen, die in der Biosphäre aufgenommen werden können, bestimmt werden.

## Methode
Durch menschliche Aktivitäten werden unterschiedliche Einflüsse auf die natürliche Umwelt ausgeübt. Die dabei angewendeten Prozesse benötigen Ressourcen, Energie und menschliche Arbeitskraft für ihre Durchführung. Durch die Erzeugung von Waren und Gütern und die Bereitstellung bzw. Nutzung von Dienstleistungen werden Emissionen und Müll erzeugt. Der SPI beinhaltet all diese verschiedenen Aspekte, die einen ökologischen Druck auf die Umwelt ausüben. Damit wird eine Gesamtfläche Atot berechnet, die notwendig wäre, um die menschlichen Aktivitäten nachhaltig in die Ökosphäre einzubetten.
Atot = AR + AE + AI + AS + AP  [m2] (1)
AR = ARR + ARF + ARN     [m2] (2)
AI = AID + AII        [m2] (3)
Die Summe für die Gesamtfläche wird aus den Einzelflächen gebildet (Formel 1). AR, die Fläche die benötigt wird, um Rohmaterialien bereitzustellen, ist die Summe (Formel 2) aus den Flächen, die für die Bereitstellung von erneuerbaren Rohmaterialien (ARR), fossilen Rohmaterialien (ARF) und nicht erneuerbaren Rohmaterialien (ARN) benötigt wird. AE ist die Fläche die notwendig ist, um Prozessenergie (inkl. Elektrizität) bereitzustellen. AI, die Fläche, die, die Infrastruktur für den Prozess bereitstellt, ist die Summe (Formel 3) der direkten Landnutzung (AID) und der Fläche, die für die Bereitstellung der Gebäude und Prozessanlagen benötigt wird (AII). AS ist die Fläche, die für die Versorgung des Personals benötigt wird und AP ist die Fläche, die für eine nachhaltige Einbettung von Emissionen und Abfallprodukten in die Ökosphäre benötigt wird.
Beim SPI werden Teilfußabdrücke aus Massen-, Energie- und Emissions-Inventories eines jeden Sub-Prozesses anteilsmäßig aufsummiert und dem Endprodukt zugeschrieben. Dabei ist atot der gesamte Fußabdruck eines Produktes pro Einheit. Um eine bessere Sichtbarkeit der verschiedensten Impact-Kategorien und deren Herkunft zu gewährleisten, wurden 7 verschiedene Kategorien definiert:
- direkter Flächenverbrauch
- Verbrauch nicht-erneuerbarer Rohstoffe
- Verbrauch erneuerbarer Rohstoffe
- Verbrauch fossiler Rohstoffe
- Emissionen in Luft
- Emissionen in Wasser
- Emissionen in Boden

## Einsatzgebiete
Der SPI wird für unterschiedliche ökologische Bewertungen herangezogen. Beispielsweise:
- Erneuerbare Energie: renewable bioenergy system integration[4]
- Nachhaltige Energiebereitstellung[5][6]
- Persönlicher Fußabdrucksrechner
- Fußabdrucksrechner für Schulen, Energy Scouts
- Ökologischer Fußabdruck für die Landwirtschaft
- Lebensstil: Greengang vs. Captain Carbon[7]